# Tutto è facile/Quelle tue promesse

Tutto è facile/Quelle tue promesse è il secondo singolo della cantante italiana Gilda Giuliani pubblicato dalla casa discografica Ariston Records nel 1973.

## Descrizione
Il lato A è arrangiato dal Maestro Fred Ferrari, mentre il lato B da Franco Orlandini; Tutto è facile partecipò a Un disco per l'estate 1973
Nel 1973 è stata ospite della trasmissione televisiva Senza rete dove ha cantato anche il brano Tutto è facile.

## Tracce
LATO A
1. Tutto è facile (testo: Guido D'Andrea – musica: Alfredo Ferrari, Gianluigi Guarnieri; edizioni musicali Ariston)

LATO B
1. Quelle tue promesse (testo: Giannalberto Purpi – musica: Francesco Russo; edizioni musicali Ariston)